# Terebra guttata
Terebra guttata é uma espécie de gastrópode do gênero Terebra, pertencente a família Terebridae.

## Distribuição
Esta espécie ocorre no Oceano Índico, ao largo da Tanzânia, Aldabra, Chagos e da Bacia Mascarenhas.